# 貝雷斯托韋茨 (日托米爾州)
51°1′12″N 28°52′13″E / 51.02000°N 28.87028°E
贝雷斯托韋茨（烏克蘭語：Берестовець），是位於烏克蘭北部日托米爾州科羅斯堅區科罗斯坚市镇的村莊，始建於1946年，面積26.31平方公里，海拔高度164米，2001年人口288。